# 아벨 에르난데스
아벨 마티아스 에르난데스 플라테로 (스페인어: Abel Mathías Hernández Platero, 1990년 8월 8일 ~ )는 우루과이의 축구 선수로, 현재 페냐롤에서 스트라이커로 뛰고 있다. 그는 뛰어난 기술과 인상적인 헤딩 능력을 지닌 빠른 선수로 묘사된다.

## 클럽 경력
라 호야(La Joya)라는 별명을 지닌, 그는 우루과이의 축구 클럽 센트랄 에스파뇰에서 프로 생활을 시작했으며, 곧바로 4경기에서 4골을 뽑아냈다. 그는 나중에 페냐롤로 이적하게 되었고, 거기서 자신을 주전 선수임을 증명하였고 또한 우루과이 U-20 축구 국가대표팀 출전권까지 얻었다. 2009년 2월 2일에, 당시 이탈리아 세리에 A에 있던 팔레르모는 에디손 카바니가 입단했던거와 같이 에르난데스와 계약을 완료하였다.
그는 단 한달 후만에 부정맥으로 여겨지는 건강이상으로 작은 수술을 받게되었다. 그는 3월 15일에, 레체를 홈에서 5-2로 승리한 경기에서 마지막 몇분을 남겨두고 에디손 카바니와 교체출전하며, 첫 데뷔전을 치렀다. 그는 2009년 6월에, 팔레르모 U-19 프리마베라 팀과 함께 캄피오나토 나치오날레 프리마베라를 우승하였다.
부상과 2009년 FIFA U-20 월드컵 출전으로 세리에 A 2009-10 시즌의 첫 몇주를 결장하였다. 2009년 10월 29일에 첫 경기를 뛰었다. 후반전에 크리스티안 멜린테의 교체 선수로 출전하였고, 리그 선두인 인테르나치오날레에게 5-3으로 진 경기에서 득점을 하였다. 2009년 4월 24일에, 그는 세리에 A에서 밀란을 상대로 득점을 하였고 3-1 승리를 거뒀다.

## 국가대표팀 경력
에르난데스는 우루과이 U-20 축구 국가대표팀이 되었고, 또한 베네수엘라에서 열린 2009년 CONMEBOL U-20 축구 선수권 대회에도 참가하였다.
또한 에르난데스는 2009년 FIFA U-20 월드컵에도 참가하여, 가나를 상대로 동점골을 뽑아냈다.
2010년 7월 27일, 그는 리스본에서 열리는 앙골라 축구 국가대표팀과의 친선전에 우루과이 축구 국가대표팀에 소집되었다. 8월 11일에 열린 그 경기에서 에르난데스는 페널티 박스에서 파울을 얻어내 페널티킥을 유도하였고, 에딘손 카바니가 그걸 골로 연결시켜 2-0 승리에 기여를 했다. 에르난데스는 인저리 타임에 팀의 두번째 골이자, 쐐기골을 넣었다. 그는 오스카르 타바레스 감독에 의해 2012년 런던 올림픽 우루과이 올림픽 축구 국가대표팀에 소집되었다. 다음해에 그는 2013년 FIFA 컨페더레이션스컵에 소집되었고, 최종 조별 예선전인 타히티전에서, 에르난데스는 처음으로 전반에 헤트트릭을 하였고, 후반에 페널티킥으로 한골을 추가하며 팀은 8-0 승리를 하였고, 그는 컨페더레이션스컵 역사상 네번째로 한 경기에 4골을 넣은 선수가 되었다.

## 수상 경력

### 국가대표팀
우루과이
- 코파 아메리카: 2011

### 개인 수상
- 2009 CONMEBOL U-20 축구 선수권 대회: 득점왕
- 2013년 FIFA 컨페더레이션스컵 맨 오브 더 매치 : vs. 타히티 (조별리그)